# Інгольф Арнарсон
І́нгольф А́рнарсон (ісл. Ingólfur Arnarson) — вважається першим постійним норвезьким поселенцем Ісландії. Згідно з древньою ісландською книгою Ланднаума (ісл. Landnáma — про найменування країни) він збудував свій маєток в Рейк'явіку в 874 році. Хоча недавні археологічні знахідки вказують, що поселення могло бути заснованим дещо раніше — дата, мабуть, не є занадто помилковою.
Арі Торгільссон також твердить, що Інгольф був першим норвезьким поселенцем Ісландії, втім згадує, що папар — ірландські ченці і пустельники — жили на острові до прибуття норвежців, але залишили Ісландію, бо не хотіли жити серед новоприбулих поган.
Ланднаума (написана 3-4 століття після заселення землі) містить довгу і, очевидно, легендарну історію про поселення Інгольфа. Книга говорить, що він залишив Норвегію після своїх феодальних чвар на батьківщині. Він чув про новий острів, який знайшли Гардар Сваварссон, Флокі Вілґердарсон та інші в Атлантичному океані. Тож, зі своїм близьким другом Йорлейвуром Роудмарссоном він поплив до Ісландії. Коли стало видно землю, він кинув за борт свої дві тронні колоди (ознака того, що він був вождем і отаманом) та пообіцяв, що він поселиться там, де боги вирішили принести їх до берега. Двоє його рабів потім обшукували узбережжя три роки, допоки знайшли ці колоди у малій бухті, де згодом було збудовано Рейк'явік.
Того часу Йорлейвура вбили його ірландські раби за погане ставлення до них. Але ці раби, в свою чергу, були вбиті Інгольфом на островах Вестамана (Вестманаеяр).
Повідомляється, що Інґольф населив велику частину південно-західної Ісландії, але з того часу жодних згадок про нього немає. Його син, Торстейнн Інгольфссон, був отаманом і, за переказами, заснував перший «тінг» або парламент в Ісландії, який став передвісником Альтингу.